# HIL-simulatie
Hardware-in-the-loop (HIL) is een virtuele simulatietestmethodiek. Het wordt toegepast voor ingebedde systemen (en: embedded systems). Vrij vertaald betekent ‘Hardware in the loop’: een apparaat (hardware) geplaatst in een terugkoppelingsproces (terugkoppelingslus).

## Kenmerk
Het kenmerk van een HIL-simulatie is dat deze in een virtuele (niet-bestaande) omgeving wordt gerealiseerd. In de simulatie worden, in een model, verschillende toestanden van sensors, actuators en mens/machine-interface nagebootst. Op deze manier wordt informatie verkregen omtrent het toekomstig gedrag van het nog niet gerealiseerd ontwerp. HIL-simulaties worden veel in het parallel ontwikkelproces toegepast.

## Voordelen
Het voordeel van een HIL-simulatie is dat er zonder risico’s allerlei simulaties kunnen worden uitgevoerd die in het echt (de reële wereld) niet mogelijk of te gevaarlijk zijn. Een ander belangrijk voordeel van een HIL-simulatie is dat voordat het ontwerp gerealiseerd is er een inschatting omtrent het verwachte gedrag verkregen kan worden. Als dit gedrag niet gewenst is dan kan het ontwerp hierop aangepast worden. Op deze manier worden ontwerptijd en ontwerpkosten bespaard. 

## Nadelen
De uitkomst van een HIL-simulatie blijft een nabootsing van een toekomstig verwachte gedrag van een nog te ontwerpen product of dienst. Het kan zijn dat het werkelijke gedrag afwijkt van het voorspelde gedrag omdat nooit alle variabelen in een wiskundig model kunnen worden opgenomen. Daarom wordt, als het mogelijk is, het product of de dienst nadat deze gerealiseerd is, nogmaals beproefd.

## Toepassingen
De HIL-simulaties worden vaak toegepast bij het ontwerpen van complexe systemen zoals:
- Bij voertuigen wordt het weggedrag (wielstand, soort band en veergedrag) gesimuleerd. Ook worden de emissiewaarden en het brandstofgebruik gesimuleerd. (motorvermogen, versnellingsbak en rijstijl)
- Bij kerncentrales worden mogelijke calamiteiten gesimuleerd.
- Bij de ruimtevaart wordt, om de betrouwbaarheid te verhogen, alle mogelijk voorkomende toestanden gesimuleerd.
- Bij vliegtuigen worden componenten uitgebreid op levensduur getest.

## Software
Veel toegepaste software is:
- MATLAB
- LMS IMAGINE.LAB Amesim

## Geschiedenis
In het verleden werd de HIL-testtechniek, vanwege de complexheid, zeer beperkt toegepast. Met de opkomst van de computer, met voldoende rekencapaciteit, wordt het mogelijk om HIL-simulaties uit te voeren.